# Coptocercus pedator
Coptocercus pedator är en skalbaggsart som först beskrevs av Francis Polkinghorne Pascoe 1864.  Coptocercus pedator ingår i släktet Coptocercus och familjen långhorningar. Inga underarter finns listade i Catalogue of Life.